# CANYON//SRAM zondacrypto
CANYON//SRAM zondacrypto (UCI Code: CSR) is een Duitse professionele wielerploeg voor vrouwen, die uitkomt op baan en op de weg. De sponsors zijn het fietsenmerk Canyon en SRAM (fietsonderdelen).

## Geschiedenis
De ploeg startte in 2002 onder de naam Team T-Mobile Women. Vanaf 2008 kwam de ploeg uit onder een aantal combinaties van de namen Highroad, Columbia en HTC. In 2011 reed de ploeg onder de naam HTC-Highroad Women. Nadat HTC zijn wielersponsoring staakte, verhuisde het merendeel van staf en rensters naar de nieuwe ploeg Specialized-lululemon. In 2015 droeg het team de naam Velocio-SRAM, maar Velocio stopte na één jaar, waarna fietsmerk Canyon die plaats innam in 2016: Canyon-SRAM.

### 2002-2007: T-Mobile

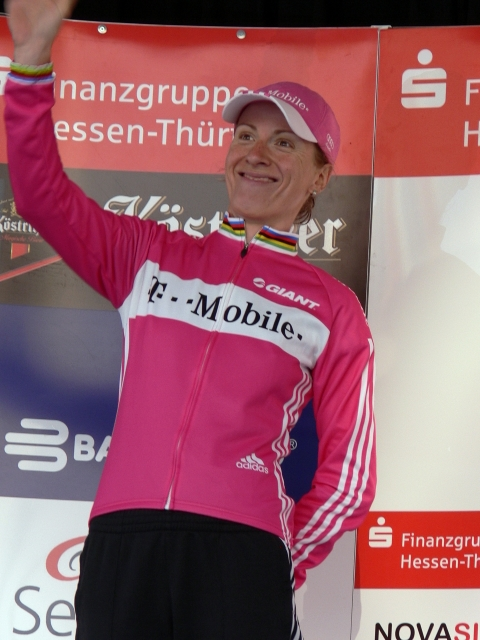
Judith Arndt in 2007.

In het eerste jaar won Deirdre Demet-Barry de wereldbekerwedstrijd in Montréal en Amber Neben won een etappe en het eindklassement van de Gracia Orlová. In 2003 werden diverse wedstrijden gewonnen, zoals het Amerikaans kampioenschap tijdrijden door Kimberly Bruckner en de wegrit door Neben. Bruckler werd tevens Pan-Amerikaans kampioene tijdrijden en Neben won ook het eindklassement van de Tour de Grand Montréal. In 2004 won Kristin Armstrong het Amerikaans kampioenschap op de weg, won Demet-Barry twee etappes in de Tour de l'Aude en won Neben de derde etappe in de Giro della Toscana. In 2005 won Armstrong zowel de nationale titel in de tijdrit als twee etappes en het eindklassement in de Sea Otter Classic. In 2006 werden drie wereldbekerwedstrijden gewonnen en tevens het ploegen- en individuele klassement door Ina-Yoko Teutenberg. Ook won Judith Arndt drie etappes en het eindklassement van de Gracia Orlová. In 2007 won de ploeg de eindklassementen van de Ronde van Nieuw-Zeeland, Gracia Orlová, Tour de Grand Montréal en de Thüringen Rundfahrt. Chantal Beltman won de wereldbekerwedstrijd Open de Suède Vårgårda en Linda Villumsen werd Europees kampioene bij de beloften, uitkomend voor Denemarken.

### 2008-2011: Highroad / Columbia / HTC

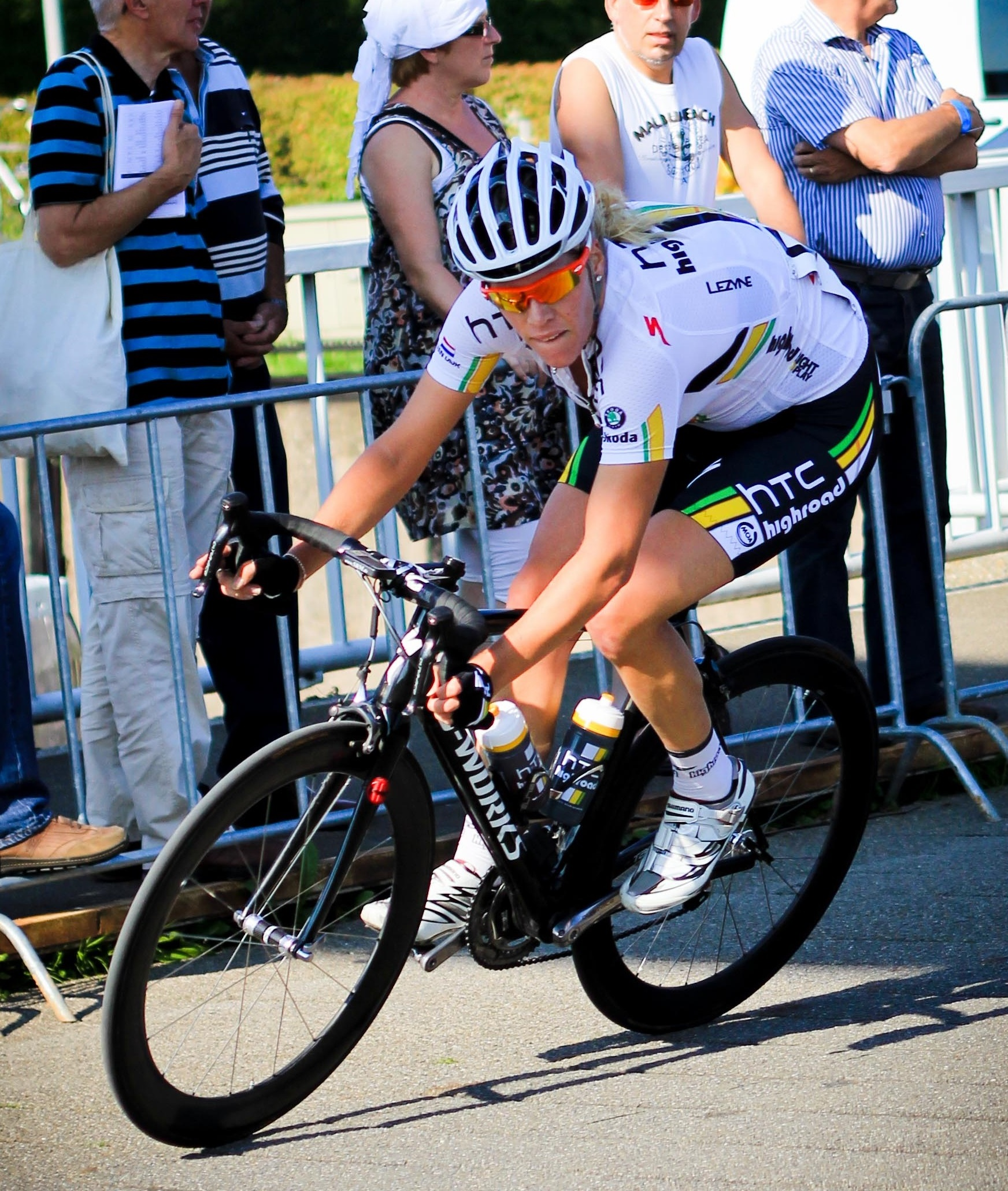
Ellen van Dijk in 2011.

Vanaf 2008 kwam de ploeg uit onder een aantal combinaties van de namen Highroad, Columbia en HTC. De eerste helft van 2008 heette de ploeg Highroad en vanaf 8 juni ging men verder onder de naam Columbia. Vanaf 2009 werd HTC drie jaar lang sponsor en mede-naamgever. In 2008 behaalde het team 50 overwinningen, waaronder vijf nationale titels en vier wereldbekerwedstrijden, zo won Judith Arndt de Ronde van Vlaanderen en Chantal Beltman de Ronde van Drenthe. Bijna de helft van de overwinningen kwam echter op naam van Ina-Yoko Teutenberg, zij won etappes in o.a. de grote rondes Tour de l'Aude, Giro Donne en Route de France. In 2009 werden ruim 30 wedstrijden gewonnen, waaronder vier nationale titels. Net als het jaar ervoor werd de helft van alle overwinningen geboekt door Teutenberg; zij won tevens de Ronde van Vlaanderen. Daarnaast won Arndt het eindklassement van de Emakumeen Bira, Linda Villumsen won de Thüringen Rundfahrt en Kimberly Anderson won de Route de France. De nieuwe Nederlandse aanwinst Ellen van Dijk werd Europees kampioene tijdrijden bij de beloften. Ook in 2010 werden ruim 30 koersen gewonnen en wederom stond meer dan de helft op naam van Teutenberg. Zij won de eerste vier etappes van de Giro Donne, drie etappes van de Tour de l'Aude en zowel de wereldbeker als het eindklassement van de Ronde van Chongming. In 2011 won het team ruim 50 wedstrijden, waaronder de wereldtitel tijdrijden voor Judith Arndt, zes nationale titels, twee wereldbekers en de eindklassementen in de Ronde van Chongming, Ronde van Qatar, Energiewacht Tour en de Giro del Trentino.

### 2012-2014: Specialized-lululemon

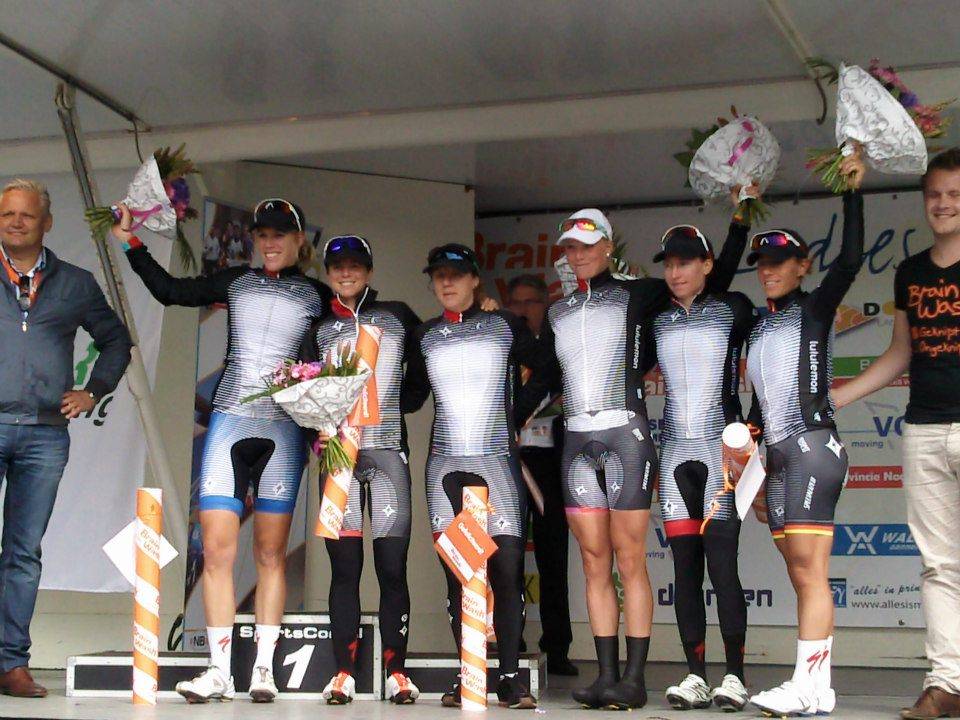
Specialized-lululemon in 2012.

Vanaf 2012 heette de ploeg drie jaar Specialized-lululemon. De Nederlandse Adrie Visser en de Duitse Judith Arndt verlieten na 2011 de ploeg en versterking kwam er van o.a. de Duitsers Trixi Worrack en Lisa Brennauer. In het eerste jaar won het team bijna 50 wedstrijden, waaronder vier nationale titels, de wereldbekers Open de Suède Vårgårda en de Waalse Pijl (door Evelyn Stevens), het Pan-Amerikaanse kampioenschap tijdrijden (door Amber Neben) en op 16 september won de ploeg als eerste merkenteam het heringevoerde wereldkampioenschap ploegentijdrijden in Valkenburg aan de Geul. Na 2012 verlieten o.a. Emilia Fahlin, Chloe Hosking en Amber Neben, de ploeg werd versterkt met o.a. de Amerikanen Tayler Wiles en Carmen Small. Ook in 2013 boekte de ploeg ruim 30 overwinningen, maar deze keer zonder Teutenberg. Zij kwam op 7 maart zwaar ten val tijdens de Drentse 8 van Dwingeloo. Ze kwam dat seizoen niet meer in actie en beëindigde eind 2013 haar carrière. Dit jaar kwam de helft van de zeges op naam van Ellen van Dijk, met als kroon op haar jaar de wereldtitel tijdrijden in Florence. Twee dagen eerder won de ploeg voor de tweede keer het WK ploegentijdrijden en tevens de vierde winst in een ploegentijdrit in twee maanden tijd. Ook werden de eindklassementen gewonnen van de Energiewacht Tour, Gracia Orlová, Giro del Trentino, Lotto-Decca Tour en Holland Ladies Tour. Naast Teutenberg verliet ook o.a. Van Dijk de ploeg na 2013, de ploeg kreeg versterking van Chantal Blaak, de Australische Tiffany Cromwell, de Française Élise Delzenne en de Canadese Karol-Ann Canuel. In 2014 won de ploeg ruim 20 wedstrijden, waaronder de twee wereldbekers in Vårgårda, de derde opeenvolgende wereldtitel ploegentijdrijden en twee nationale en een wereldtitel in de tijdrit voor Lisa Brennauer. Evelyn Stevens won daarnaast het Pan-Amerikaans kampioenschap tijdrijden, de Philadelphia Cycling Classic en de eindklassementen in Thüringen en de Holland Ladies Tour.

### Vanaf 2015: Velocio-SRAM / Canyon-SRAM

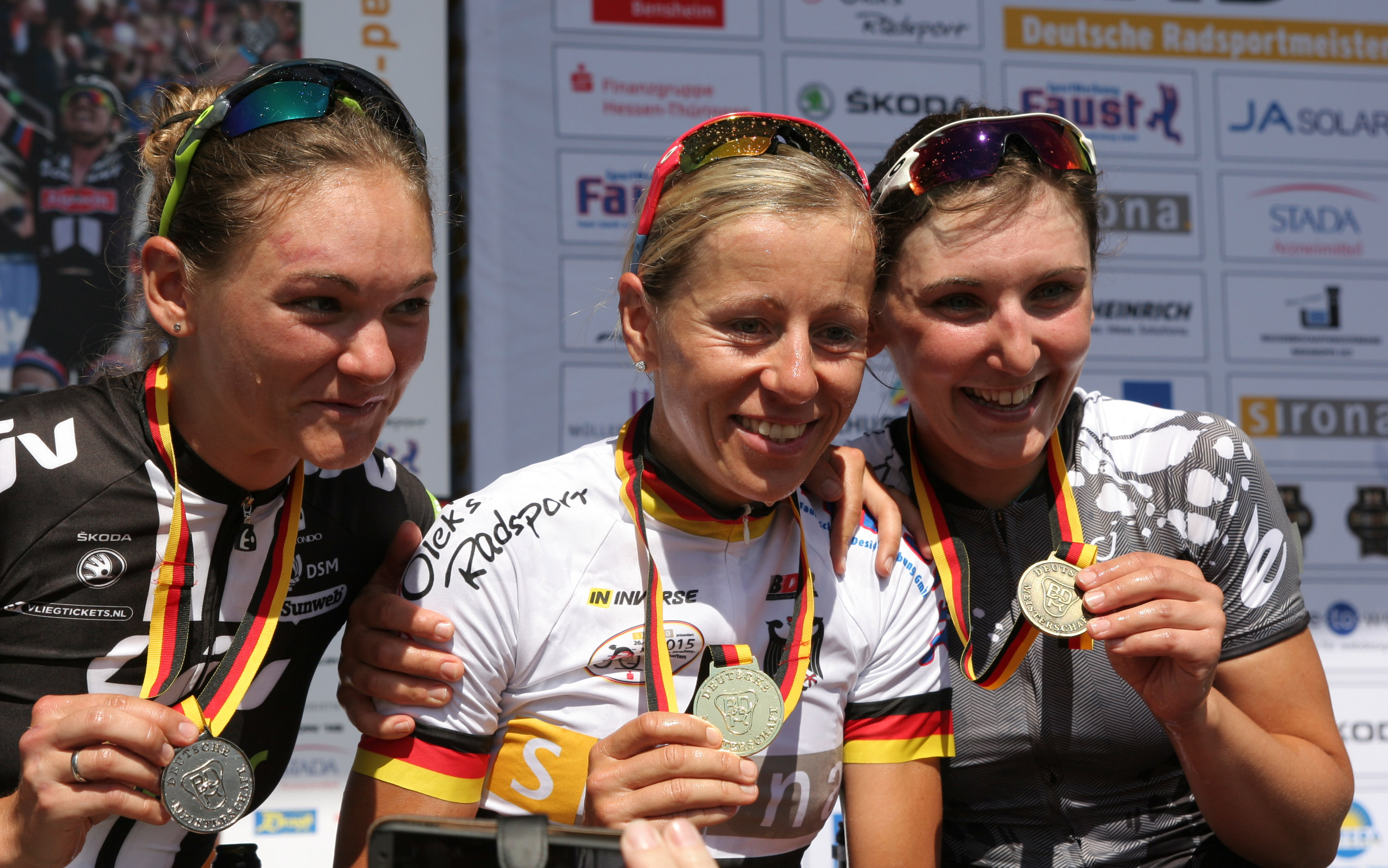
Trixi Worrack en Lisa Brennauer in 2015.

In 2015 ging het team verder als Velocio-SRAM en na het afhaken van sponsor Velocio, nam fietsmerk Canyon vanaf 2016 die plaats in. Voor het seizoen 2015 verlieten o.a. Chantal Blaak, Carmen Small en Evelyn Stevens de ploeg en versterking kwam er van de Wit-Russische Alena Amialiusik, de Duitse Mieke Kröger en de Italiaanse Barbara Guarischi. In 2015 werden ruim 35 wedstrijden gewonnen, waaronder de vierde opeenvolgende wereldtitel ploegentijdrijden, de Europese tijdrittitel bij de beloften voor Kröger, vijf nationale titels, de wereldbeker Sparkassen Giro in Bochum en de eindklassementen in de Ronde van Californië, The Women's Tour, Holland Ladies Tour en de Tour de l'Ardèche.
Na 2015 verlieten o.a. Karol-Ann Canuel en Tayler Wiles de ploeg en werden Hannah Barnes, Elena Cecchini en Alexis Ryan aangetrokken. In 2016 boekte de ploeg slechts tien overwinningen, waaronder vier nationale titels, Guarischi won de Omloop van Borsele, Cecchini won het eindklassement in de Ronde van Thüringen en Tiffany Cromwell won de vierde etappe van de Giro Rosa: de enige overwinning van de ploeg in de eerste editie van de Women's World Tour. In de Trofeo Alfredo Binda kwam Worrack zwaar ten val, waardoor ze een nier moest laten verwijderen, maar bij haar terugkomst won ze meteen het Duits kampioenschap tijdrijden.
In 2016 bestond het team uit negen rensters. Alle negen bleven bij het team voor het seizoen 2017, aangevuld met Pauline Ferrand-Prévot en de winnares van de Zwift Academy-finale: Leah Thorvilson. In 2017 werden tien wedstrijden gewonnen, waaronder drie mountainbikewedstrijden door Ferrand-Prévot, Barnes won de 3e etappe van de Giro Rosa, Worrack prolongeerde haar Duitse tijdrittitel en Brennauer won het eindklassement in Thüringen en ze won een etappe en het puntenklassement van de Boels Ladies Tour.
De Duitse Christa Riffel was stagiaire vanaf augustus 2017 en was een van de nieuwe rensters voor 2018, samen met de Poolse Katarzyna Niewiadoma (WM3), de Duitse Lisa Klein (Cervélo-Bigla) en de Britse Alice Barnes (Drops), die hierdoor verenigd werd met haar oudere zus Hannah. Ook deze keer werd één renster toegevoegd door het winnen van de Zwift Academy: Tanja Erath. Tevens verlieten drie rensters de ploeg: Lisa Brennauer vertrok naar Wiggle High5; Barbara Guarischi en Mieke Kröger vertrokken naar Team Virtu. In 2018 won de ploeg 18 koersen, waaronder de wegrit van de Middellandse Zeespelen door Cecchini en de World Tourwedstrijd Trofeo Alfredo Binda door Niewiadoma, zij won tevens het eindklassement in de Tour de l'Ardèche. Naast vier nationale titels won de ploeg voor de vijfde keer het wereldkampioenschap ploegentijdrijden in Innsbruck.
Voor het seizoen 2019 verliet enkel Trixi Worrack na zeven jaar de ploeg. De ploeg werd aangevuld met de eveneens Duitse Hannah Ludwig en met de Israëlische rensters Rotem Gafinovitz (Waowdeals) en Omer Shapira (Cylance). Voor het derde jaar op rij kreeg een renster een contract door het winnen van de Zwift Academy: de Nieuw-Zeelandse Ella Harris.

### WK Ploegentijdrit

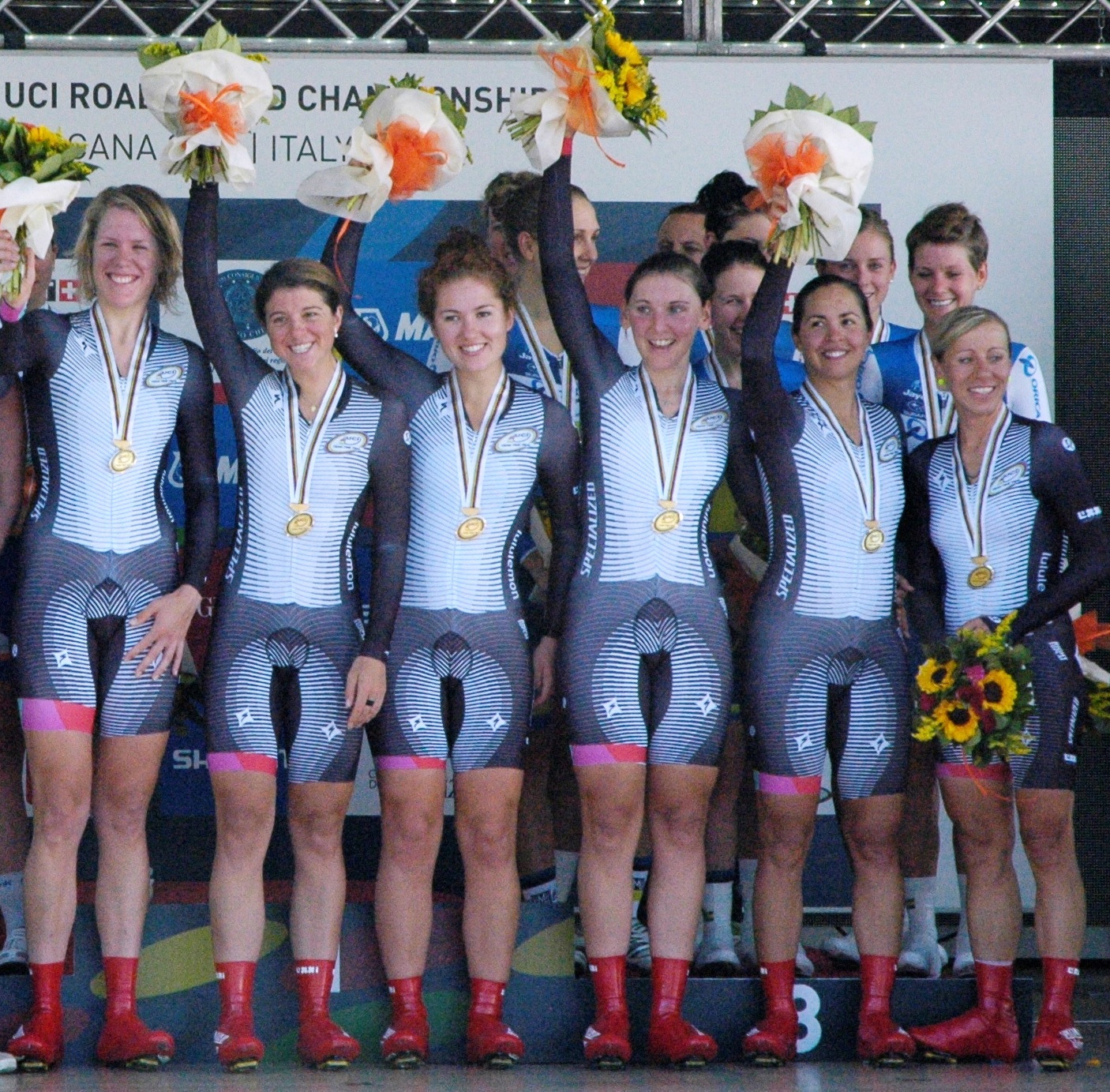
WK Ploegentijdrit 2013.

De ploeg won sinds de herinvoering in 2012 de eerste vier edities van het WK ploegentijdrijden. Specialized-lululemon versloeg in de eerste editie in Valkenburg het Australische Orica-AIS met 24 seconden; de rest volgde pas op twee minuten of meer. In 2013 werden in Florence de ploegen Rabo-Liv en Orica-AIS geklopt met ruim een minuut voorsprong. In Ponferrada in 2014 werd Orica-AIS wederom tweede op ruim een minuut en Astana-BePink werd derde op ruim twee minuten. Rabo-Liv, dat aanvankelijk op koers voor zilver lag, werd laatste door een hevige valpartij. Ook in Richmond in 2015 won de ploeg die inmiddels Velocio-SRAM heette voor de vierde keer op rij, met slechts zes seconden voor Boels Dolmans en bijna een minuut voor Rabo-Liv. Het vijfde jaar, in 2016, werd het team tweede op 48 seconden achter Boels Dolmans en in 2017 werd de ploeg vierde op een minuut achter Team Sunweb. In 2018 won de ploeg voor de vijfde keer, de (voorlopig) laatste ploegentijdrit voor merkenteams, met 20 seconden voorsprong op Boels Dolmans en Team Sunweb.

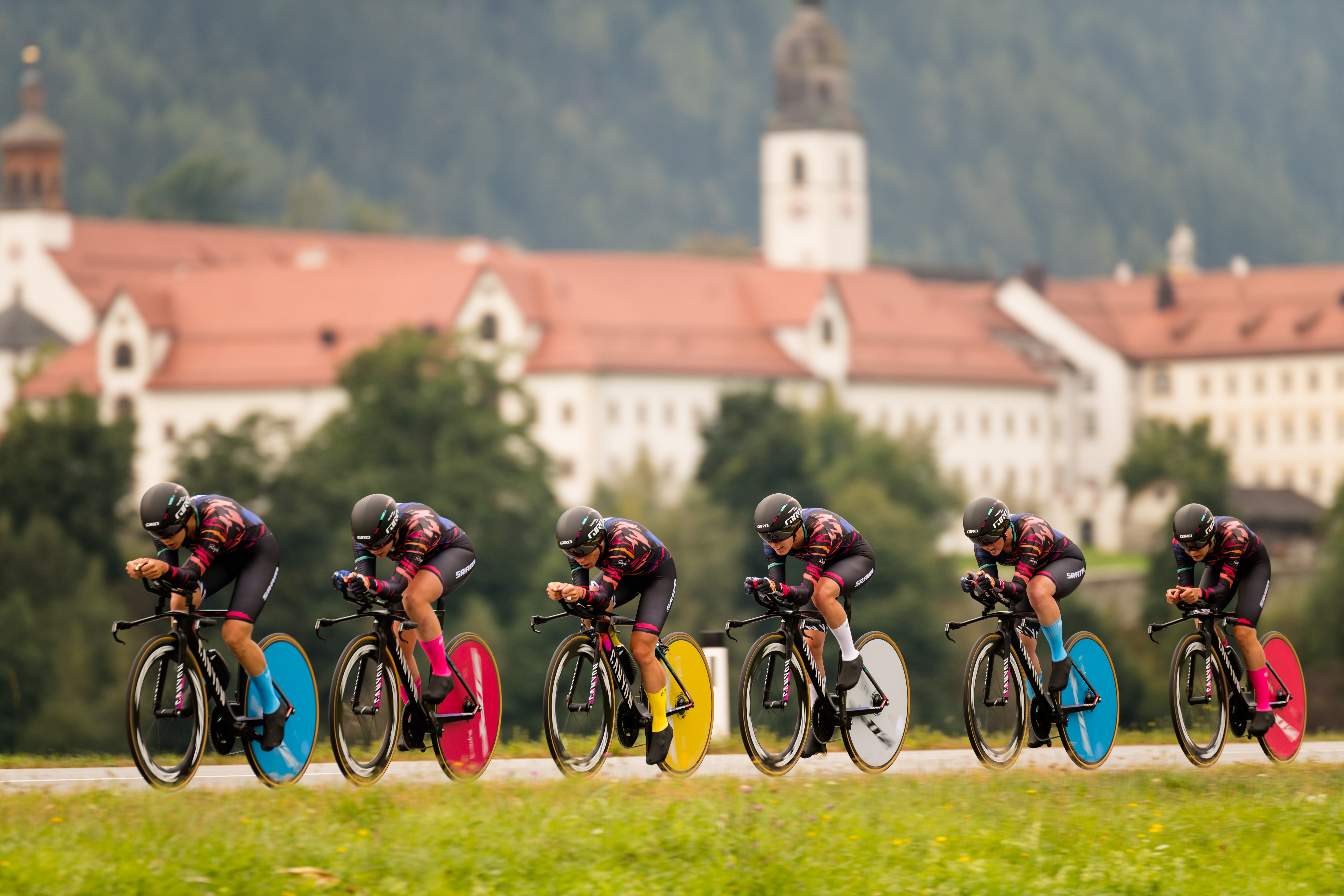
Winnaars WK ploegentijdrit 2018.

## Voornaamste resultaten

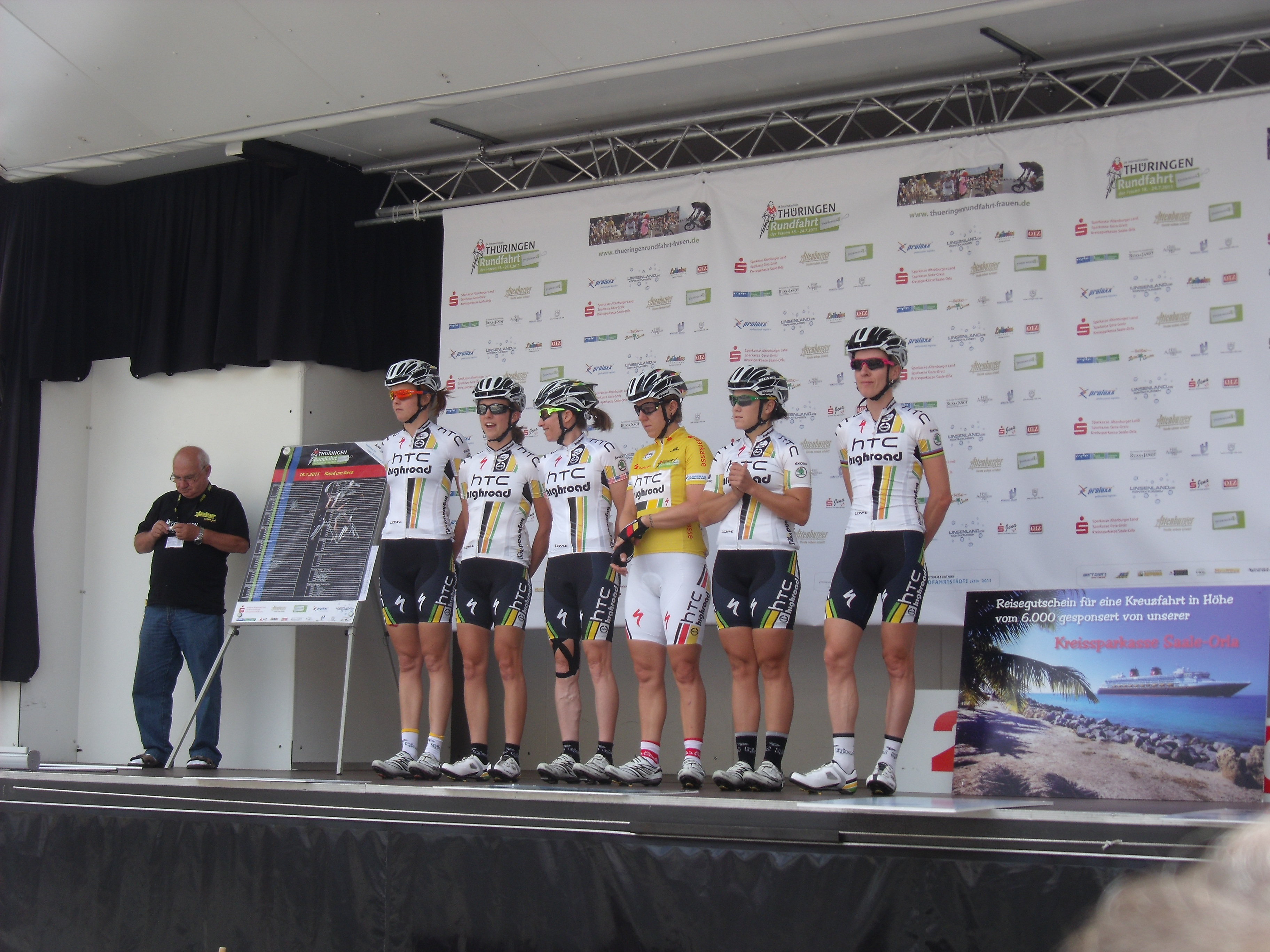
Thüringen Rundfahrt 2011.

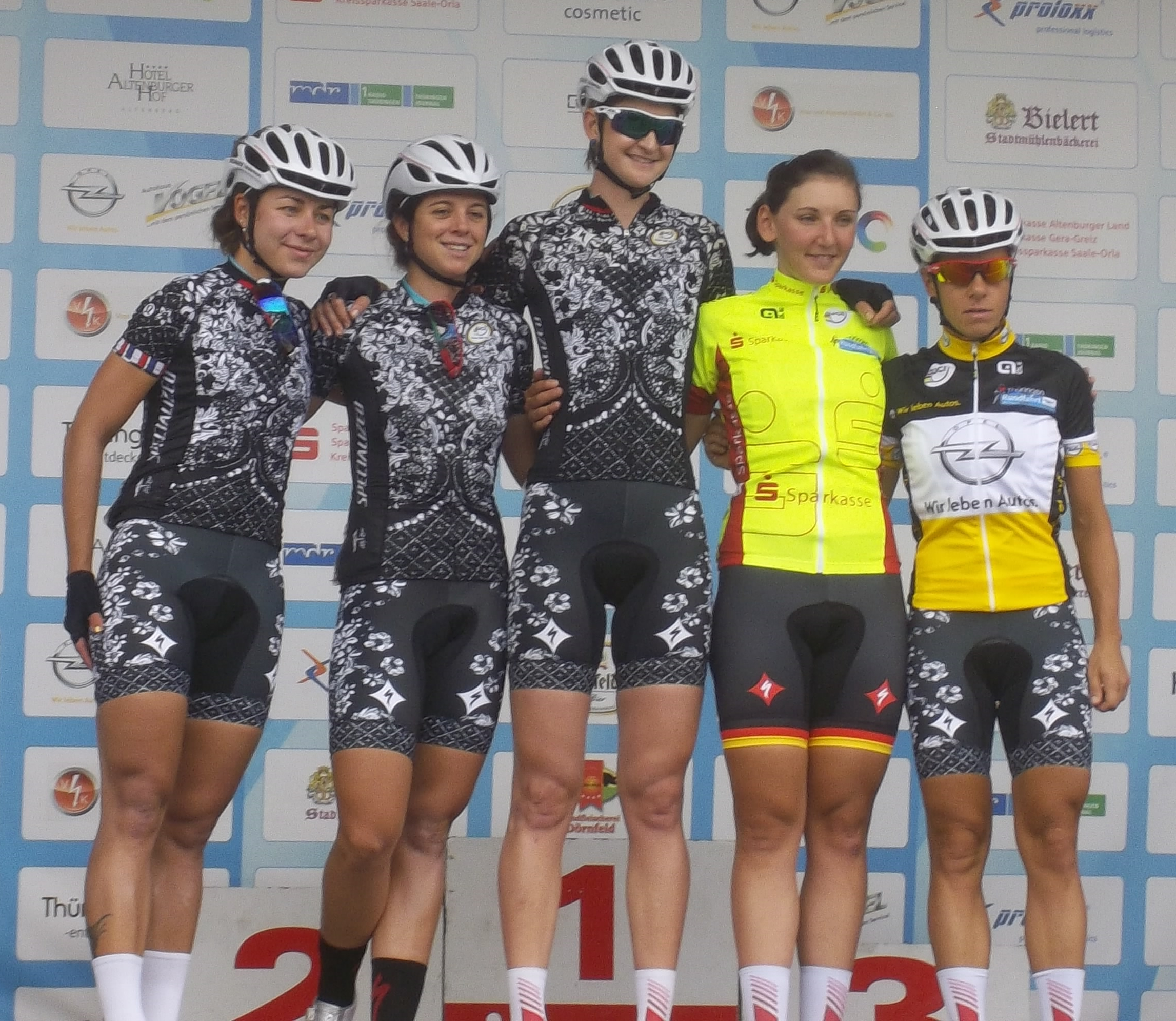
Thüringen Rundfahrt 2014.

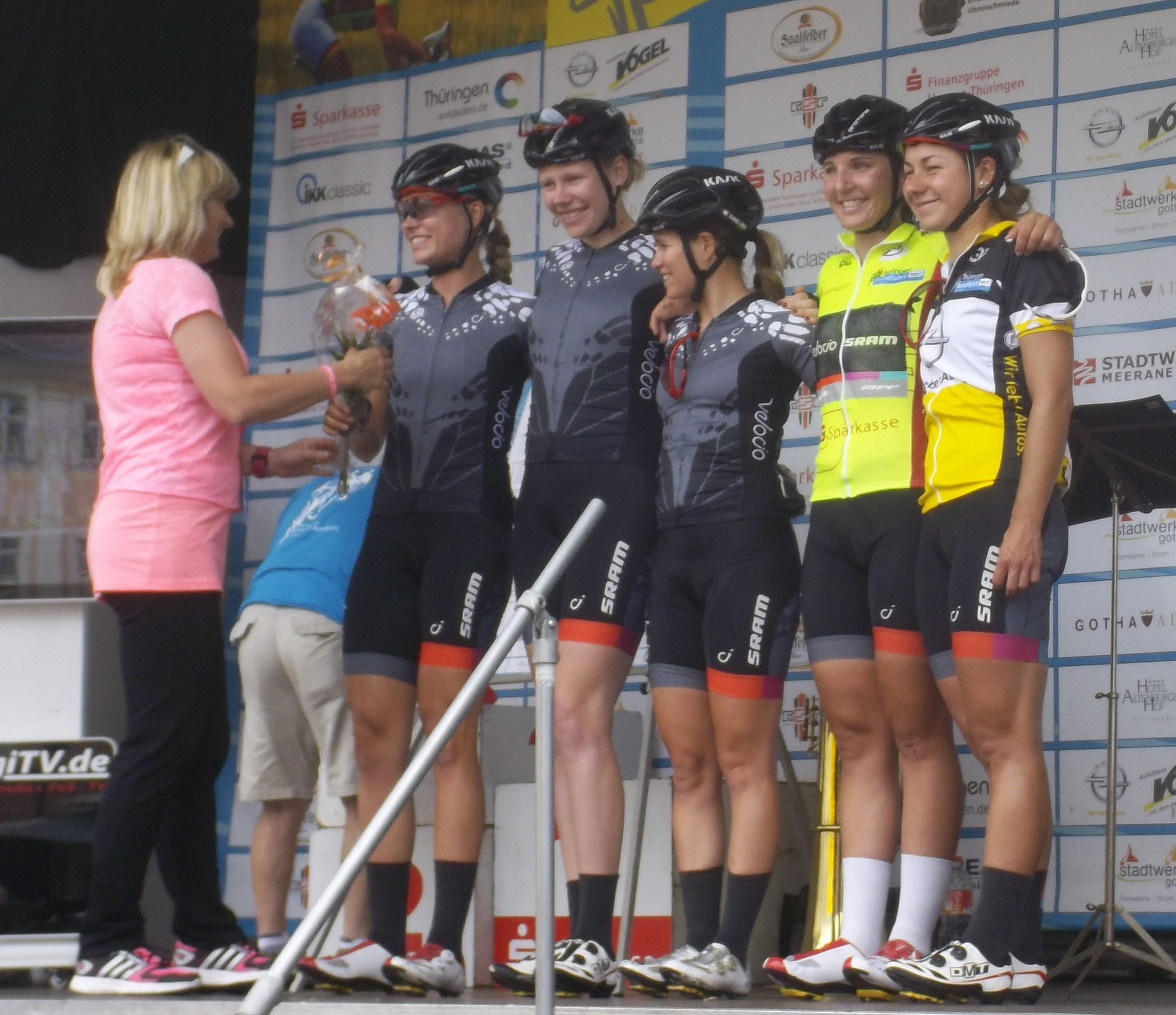
Thüringen Rundfahrt 2015.

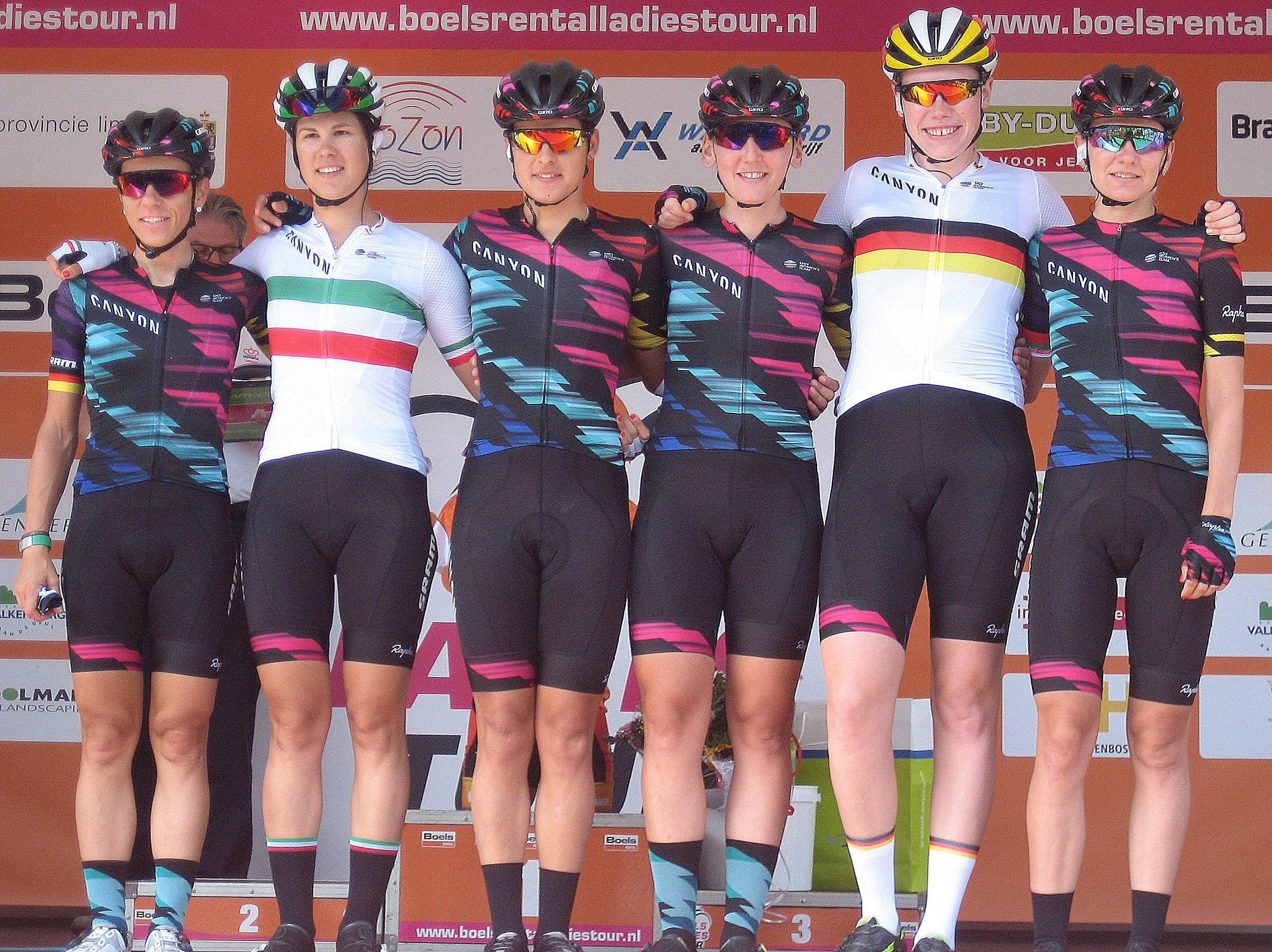
In de Holland Ladies Tour 2016.

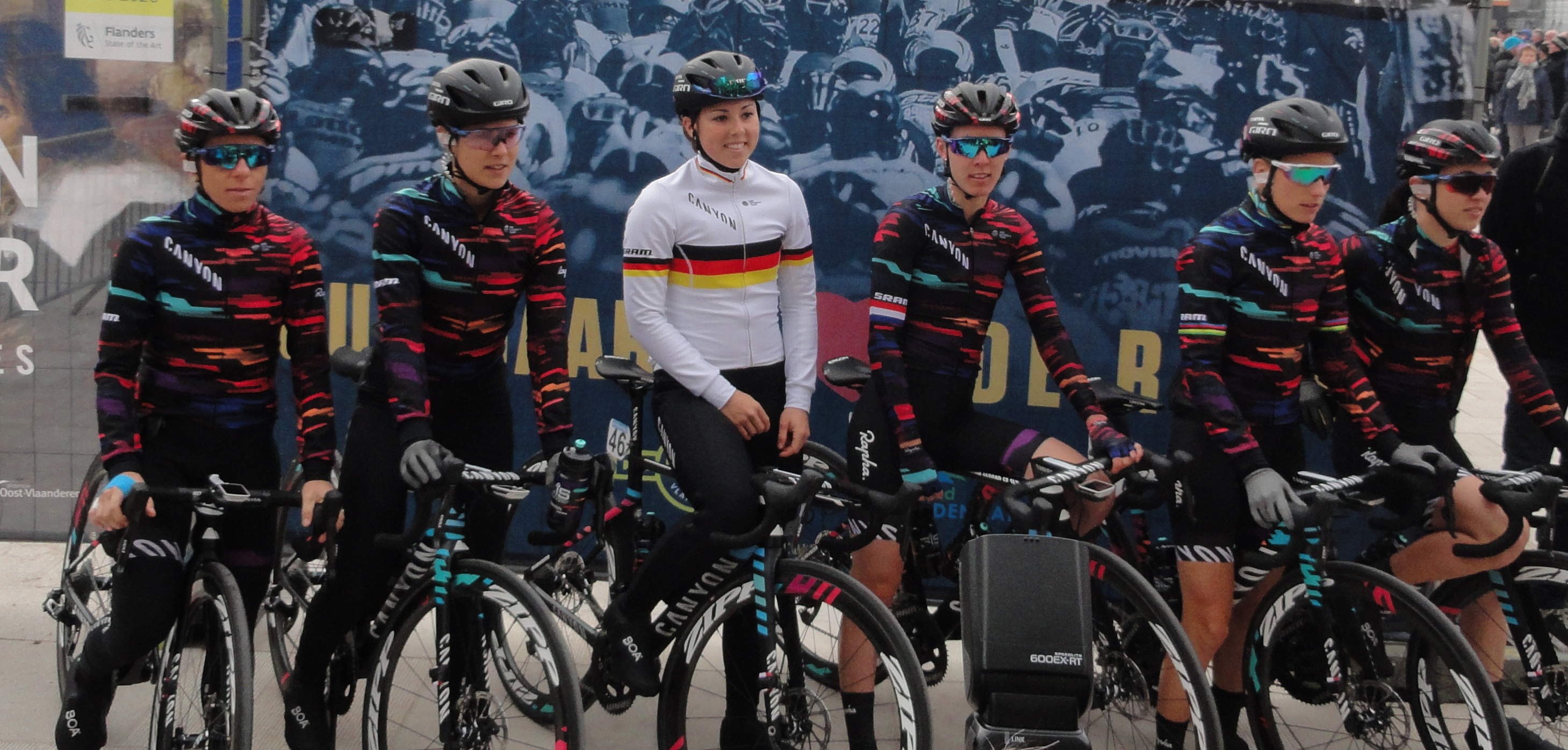
In de Ronde van Vlaanderen 2018.

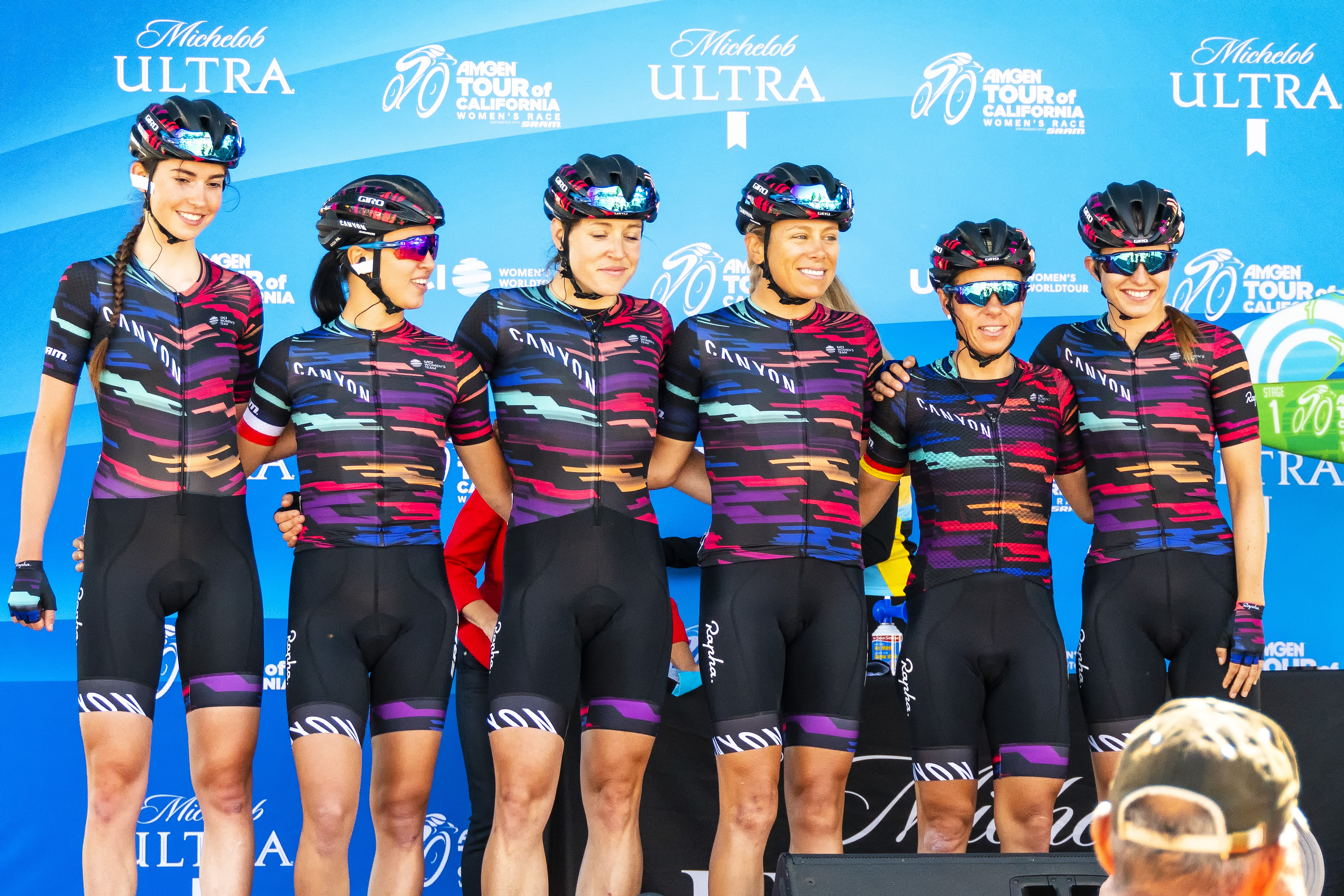
In de Ronde van Californië 2018.

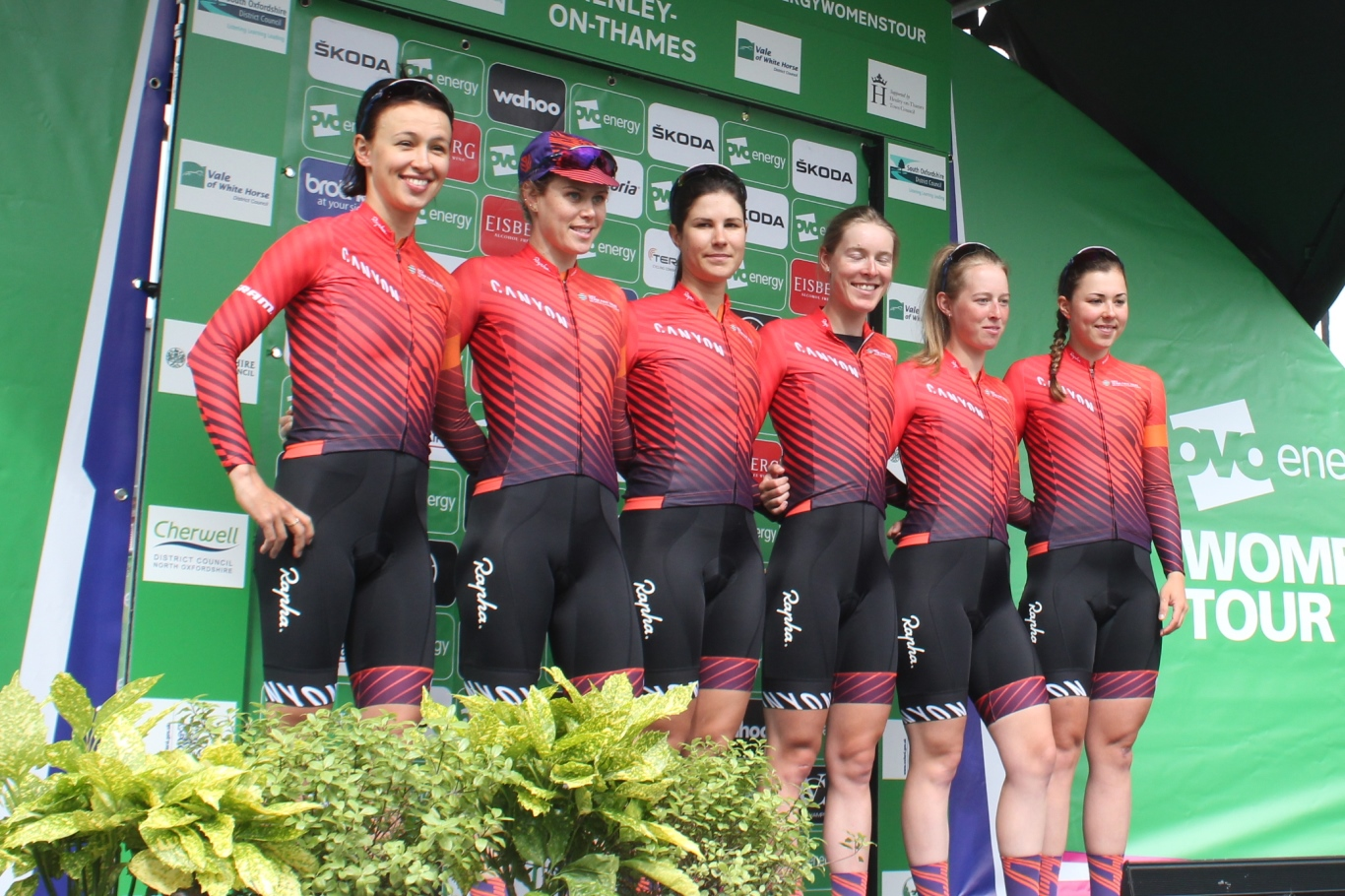
The Women's Tour 2019.

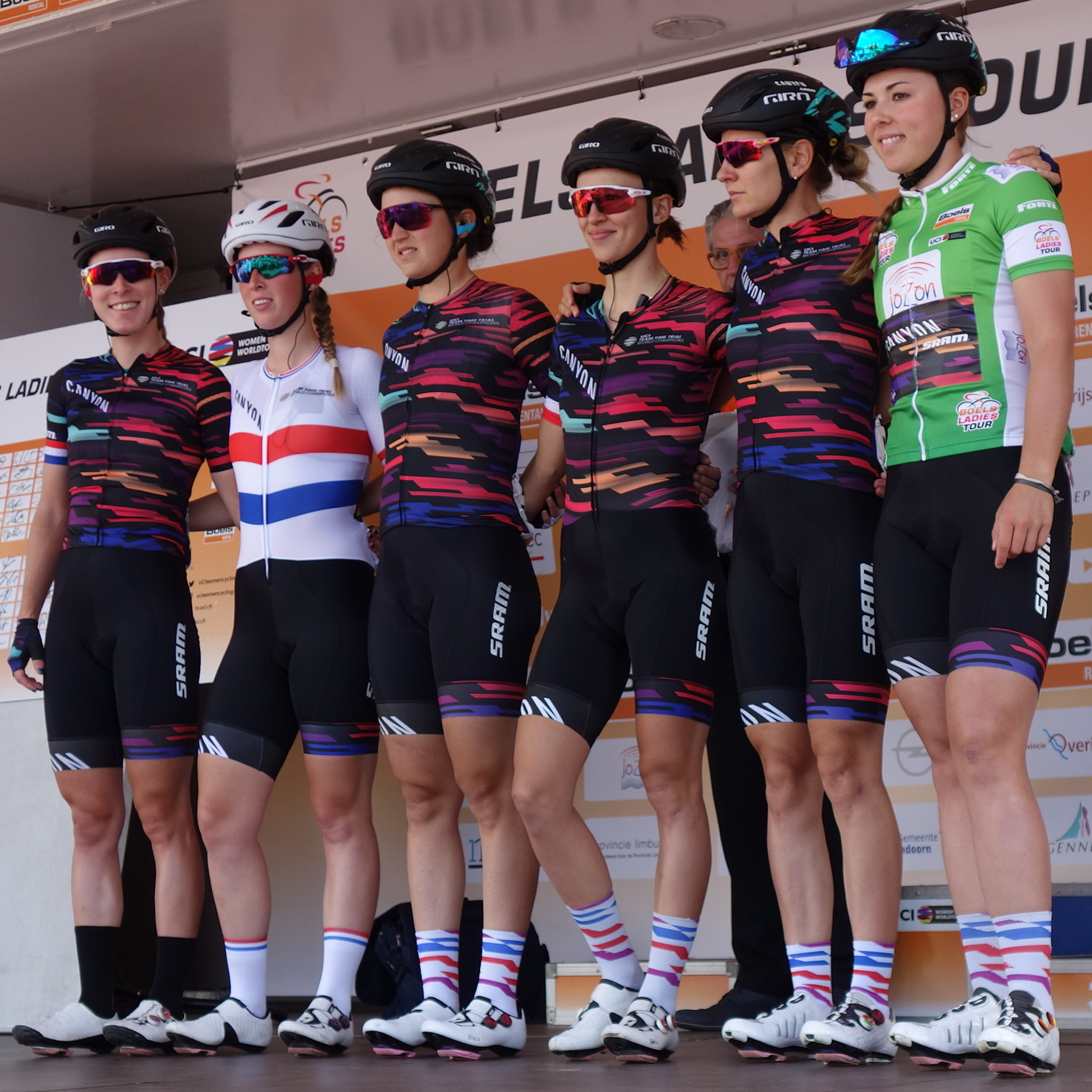
Boels Ladies Tour 2019.

### T-Mobile
2002
Eindklassement Gracia Orlová: Amber Neben
WB Montréal: Deirdre Demet-Barry
2003
 Pan-Amerikaanse kampioene tijdrijden: Kimberly Bruckler
 Amerikaanse kampioene op de weg: Amber Neben
 Amerikaanse kampioene tijdrijden: Kimberly Bruckler
Eindklassement Tour de Grand Montréal: Amber Neben
2004
 Amerikaanse kampioene op de weg: Kristin Armstrong
2e en 6e etappe Tour de l'Aude: Deirdre Demet-Barry
3e etappe Giro della Toscana: Amber Neben
2005
 Amerikaanse kampioene tijdrijden: Kristin Armstrong
Eindklassement Sea Otter Classic: Kristin Armstrong
2006
Eindklassement Gracia Orlová: Judith Arndt
WB Geelong: Ina-Yoko Teutenberg
WB Montréal: Judith Arndt
WB Rotterdam Tour: Ina-Yoko Teutenberg
 Ploegenklassement Wereldbeker
 Individueel klassement Wereldbeker: Ina-Yoko Teutenberg
2007
 Wereldkampioene Puntenkoers, vrouwen elite: Katherine Bates
 Europees kampioene,beloften: Linda Villumsen
Eindklassement Ronde van Nieuw-Zeeland: Judith Arndt
Eindklassement Gracia Orlová: Judith Arndt
Eindklassement Tour de Grand Montréal: Oenone Wood
Eindklassement Thüringen Rundfahrt: Judith Arndt
WB Open de Suède Vårgårda: Chantal Beltman
Ploegenklassement Wereldbeker

### Highroad / Columbia / HTC
2008
 Australisch kampioene op de weg: Oenone Wood
 Deense kampioene tijdrijden: Linda Villumsen
 Deense kampioene op de weg: Linda Villumsen
 Duitse kampioene op de weg: Luise Keller
 Zweedse kampioene op de weg: Emilia Fahlin
Eindklassement Thüringen Rundfahrt: Judith Arndt
Eindklassement Route de France: Luise Keller
Eindklassement Giro della Toscana: Judith Arndt
WB Ronde van Vlaanderen: Judith Arndt
WB Ronde van Drenthe: Chantal Beltman
WB Montréal: Judith Arndt
WB Rund um die Nürnberger Altstadt: Judith Arndt
Ploegenklassement Wereldbeker
Individueel klassement Wereldbeker: Judith Arndt
2009
 Europees kampioene tijdrijden,beloften: Ellen van Dijk
 Deense kampioene tijdrijden: Linda Villumsen
 Deense kampioene op de weg: Linda Villumsen
 Duitse kampioene op de weg: Ina-Yoko Teutenberg
 Zweedse kampioene tijdrijden: Emilia Fahlin
Eindklassement Emakumeen Bira: Judith Arndt
Eindklassement Thüringen Rundfahrt: Linda Villumsen
Eindklassement Route de France: Kimberly Anderson
WB Ronde van Vlaanderen: Ina-Yoko Teutenberg
2010
 Amerikaanse kampioene tijdrijden: Evelyn Stevens
 Duitse kampioene tijdrijden: Judith Arndt
 Zweedse kampioene op de weg: Emilia Fahlin
 Zweedse kampioene tijdrijden: Emilia Fahlin
Sparkassen Giro Bochum: Ellen van Dijk
Chrono Gatineau: Evelyn Stevens
Eindklassement Giro della Toscana: Judith Arndt
Eindklassement Ronde van Chongming: Ina-Yoko Teutenberg
WB Ronde van Chongming: Ina-Yoko Teutenberg
2011
 Wereldkampioen tijdrijden, vrouwen elite: Judith Arndt
 Amerikaanse kampioene tijdrijden: Evelyn Stevens
 Duitse kampioene tijdrijden: Judith Arndt
 Duitse kampioene op de weg: Ina-Yoko Teutenberg
 Nederlands kampioene achtervolging: Ellen van Dijk
 Nederlands kampioene koppelkoers: Ellen van Dijk
 Zweedse kampioene tijdrijden: Emilia Fahlin
Chrono des Herbiers: Amber Neben
Chrono Champenois: Judith Arndt
Eindklassement Ronde van Qatar: Ellen van Dijk
Eindklassement Ronde van Nieuw-Zeeland: Judith Arndt
Eindklassement Energiewacht Tour: Adrie Visser
Eindklassement Giro del Trentino: Judith Arndt
Eindklassement Ronde van Chongming: Ina-Yoko Teutenberg
WB Ronde van Chongming: Ina-Yoko Teutenberg
WB Open de Suède Vårgårda ploegentijdrit

### Specialized-lululemon
2012
 Wereldkampioen Ploegentijdrit, vrouwen elite
(met: Becker, Van Dijk, Neben, Stevens, Teutenberg, Worrack) 
 Pan-Amerikaanse kampioene tijdrijden: Amber Neben
 Amerikaanse kampioene tijdrijden: Amber Neben
 Canadese kampioene tijdrijden: Clara Hughes
 Nederlands kampioene tijdrijden: Ellen van Dijk
Omloop van Borsele: Ellen van Dijk
Chrono des Herbiers: Amber Neben
Chrono Gatineau: Clara Hughes
GP de Gatineau: Ina-Yoko Teutenberg
Eindklassement Energiewacht Tour: Ina-Yoko Teutenberg
Eindklassement Gracia Orlová: velyn Stevens
Eindklassement Route de France: Evelyn Stevens
Eindklassement Lotto-Decca Tour: Ellen van Dijk
WB Waalse Pijl: Evelyn Stevens
2013
 Wereldkampioen tijdrijden, vrouwen elite: Ellen van Dijk
 Wereldkampioen Ploegentijdrit, vrouwen elite:
(met: Brennauer, Colclough, Van Dijk, Small, Stevens, Worrack)
 Amerikaanse kampioene tijdrijden: Carmen Small
 Duitse kampioene tijdrijden: Lisa Brennauer
 Duitse kampioene op de weg: Trixi Worrack
 Duitse kampioene veldrijden: Trixi Worrack
 Duitse kampioene achtervolging: Lisa Brennauer
 Nederlands kampioene tijdrijden: Ellen van Dijk
Chrono Gatineau: Carmen Small
Chrono Champenois: Ellen van Dijk
Philadelphia Cycling Classic: Evelyn Stevens
Eindklassemnet Energiewacht Tour: Ellen van Dijk
Eindklassement Gracia Orlová: Ellen van Dijk
Eindklassement Giro del Trentino: Evelyn Stevens
Eindklassement Lotto-Decca Tour: Ellen van Dijk
Eindklassement Holland Ladies Tour: Ellen van Dijk
WB Open de Suède Vårgårda ploegentijdrit
2014
 Wereldkampioen tijdrijden, vrouwen elite: Lisa Brennauer
 Wereldkampioen Ploegentijdrit, vrouwen elite:
(met: Blaak, Brennauer, Canuel, Small, Stevens, Worrack)
 Pan-Amerikaanse kampioene tijdrijden, Evelyn Stevens
 Duitse kampioene tijdrijden: Lisa Brennauer
 Duitse kampioene op de weg: Lisa Brennauer
Chrono Gatineau: Tayler Wiles
Philadelphia Cycling Classic: Evelyn Stevens
Eindklassement Auensteiner-Radsporttage: Lisa Brennauer
Eindklassement Holland Ladies Tour: Evelyn Stevens
Eindklassement Thüringen Rundfahrt: Evelyn Stevens
WB Open de Suède Vårgårda ploegentijdrit
WB Open de Suède Vårgårda: Chantal Blaak

### Velocio-SRAM / Canyon-SRAM
2015
 Wereldkampioen Ploegentijdrit, vrouwen elite:
(met: Amjaljoesik, Brennauer, Canuel, Guarischi, Kröger, Worrack)
 Europees kampioene tijdrijden,beloften: Mieke Kröger
 Canadees kampioene tijdrijden: Karol-Ann Canuel
 Duits kampioene tijdrijden: Mieke Kröger
 Duits kampioene op de weg: Trixi Worrack
 Franse kampioene achtervolging: Élise Delzenne
 Franse kampioene puntenkoers: Élise Delzenne
 Franse kampioene scratch: Élise Delzenne
 Wit-Russisch kampioene tijdrijden: Alena Amjaljoesik
 Wit-Russisch kampioene op de weg: Alena Amjaljoesik
 Wegwedstrijd op de Europese Spelen: Alena Amjaljoesik
Eindklassement Ronde van Nieuw-Zeeland: Tayler Wiles
Eindklassement Energiewacht Tour: Lisa Brennauer
Eindklassement Gracia Orlová: Alena Amjaljoesik
Eindklassement Women's Tour: Lisa Brennauer
Eindklassement Ronde van Californië: Trixi Worrack
Eindklassement Holland Ladies Tour: Lisa Brennauer
Eindklassement Tour de l'Ardèche: Tayler Wiles
WB Sparkassen Giro: Barbara Guarischi
2016
 Brits kampioene op de weg: Hannah Barnes
 Duitse kampioene tijdrijden: Trixi Worrack
 Duitse kampioene op de weg: Mieke Kröger
 Italiaans kampioene op de weg: Elena Cecchini
Omloop van Borsele: Barbara Guarischi
Eindklassement Ronde van Qatar: Trixi Worrack
Eindklassement Thüringen Rundfahrt: Elena Cecchini
 Wereldkampioenschap Ploegentijdrit
2017
 Duitse kampioene tijdrijden: Trixi Worrack
Eindklassement Thüringen Rundfahrt: Lisa Brennauer
Puntenklassement Boels Ladies Tour: Lisa Brennauer
3e etappe Giro Rosa: Hannah Barnes
3e etappe Healthy Ageing Tour: Lisa Brennauer
2018
 Wereldkampioen Ploegentijdrit, vrouwen elite:
(met: Amjaljoesik, A. Barnes, H. Barnes, Cecchini, Klein, Worrack)
 Wegwedstrijd op de Middellandse Zeespelen: Elena Cecchini
 Brits kampioene tijdrijden: Hannah Barnes
 Frans kampioene veldrijden: Pauline Ferrand-Prévot
 Italiaans kampioene tijdrijden: Elena Cecchini
 Wit-Russisch kampioene tijdrijden: Alena Amjaljoesik
 Wit-Russisch kampioene op de weg: Alena Amjaljoesik
Trofeo Alfredo Binda (WWT), Katarzyna Niewiadoma
Drentse 8: Alexis Ryan
Eindklassement Setmana Ciclista Valenciana: Hannah Barnes
Eindklassement Tour de l'Ardèche: Katarzyna Niewiadoma
2019
 Brits kampioene tijdrijden: Alice Barnes
 Brits kampioene op de weg: Alice Barnes
 Duitse kampioene tijdrijden: Lisa Klein
 Israëlisch kampioene tijdrijden: Rotem Gafinovitz
 Israëlisch kampioene op de weg: Omer Shapira
Amstel Gold Race (WWT): Katarzyna Niewiadoma
Eindklassement Healthy Ageing Tour: Lisa Klein
Eindklassement BeNe Ladies Tour: Lisa Klein
2020
Zie jaarpagina Canyon-SRAM/2020
2021
Zie jaarpagina Canyon-SRAM/2021
2022
Zie jaarpagina Canyon-SRAM/2022
2023
Zie jaarpagina Canyon-SRAM/2023
2024
Zie jaarpagina Canyon-SRAM/2024
Becker · Brennauer · Colclough · Fahlin · Hosking · Hughes · Neben · Rowney · Stacher · Stevens · Teutenberg · Van Dijk · Worrack
Brennauer · Carleton · Colclough · Rowney · Small · Stacher · Stevens · Teutenberg · Van Dijk · Wiles · Worrack
Blaak · Brennauer · Canuel · Cromwell · Delzenne · Rowney · Small · Stacher · Stevens · Wiles · Worrack
Amialiusik · Brennauer · Canuel · Cromwell · Delzenne · Guarischi · Kröger · Rowney · Wiles · Worrack
Amialiusik · Barnes · Brennauer · Cecchini · Cromwell · Guarischi · Kröger · Ryan · Worrack
Amialiusik · Barnes · Brennauer · Cecchini · Cromwell · Ferrand-Prévot · Guarischi · Kröger · Ryan · Thorvilson · Worrack
Amialiusik · A. Barnes · H. Barnes · Cecchini · Cromwell · Erath · Ferrand-Prévot · Klein · Niewiadoma · Riffel · Ryan · Thorvilson · Worrack
Amialiusik · A. Barnes · H. Barnes · Cecchini · Cromwell · Erath · Ferrand-Prévot · Gafinovitz · Harris · Klein · Ludwig · Niewiadoma · Riffel · Ryan · Shapira · Thorvilson
Amialiusik · A. Barnes · H. Barnes · Cecchini · Cromwell · Erath · Ferrand-Prévot · Gafinovitz · Harris · Klein · Ludwig · Niewiadoma · Pratt · Riffel · Ryan · Shapira · Thorvilson
Amialiusik · A. Barnes · H. Barnes · Bradbury · Chabbey · Cromwell · Dygert · Harris · Harvey · Klein · Ludwig · Niewiadoma · Ryan · Shapira
Amialiusik · Barnes · Bossuyt · Bradbury · Chabbey · Cromwell · Dygert · Harris · Harvey · Klein · Niewiadoma · Oudeman · Paladin · Rooijakkers · Roy
Bäckstedt (vanaf 1/9) · Bauernfeind · Bossuyt · Bradbury · Chabbey · Cromwell · van der Duin · Dygert · Niedermaier · Niewiadoma · Paladin · Rooijakkers · Roy · Skalniak-Sójka · Towers
Bäckstedt · Bauernfeind · Bossuyt · Bradbury · Chabbey · Cromwell · Czapla · van der Duin · Dygert · Morrice · Niedermaier · Niewiadoma · Paladin · Skalniak-Sójka · Towers
Aintila · Bäckstedt · Bauernfeind · Bradbury · Consonni · Cromwell · Czapla · van der Duin · Dygert · Klöser · Kolesava · Martins · Niedermaier · Niewiadoma · Paladin · Skalniak-Sójka · Towers · Uttrup Ludwig
2002 · 2003 · 2004 · 2005 · 2006 · 2007 · 2008 · 2009 · 2010 · 2011 · 2012 · 2013 · 2014 · 2015 · 2016 · 2017 · 2018 · 2019 · 2020 · 2021 · 2022 · 2023  · 2024 · 2025